# Paesaggio con un ponte
Paesaggio con un ponte è un dipinto a olio su tavola (42×35,5 cm) di Albrecht Altdorfer, databile al 1518 circa e conservato nella National Gallery di Londra, acquisito nel 1961 .

## Descrizione e stile
L'opera è forse il più antico esempio di paesaggio come soggetto indipendente in pittura, dopo le prove su disegno e su acquerello rispettivamente di Leonardo da Vinci e di Albrecht Dürer. Non si tratta però di una veduta accurata, en plen air, ma di una combinazione di elementi ripresi dal vero e poi rielaborati ad arte. Ciò è chiaro nei particolari espedienti compositivi come quello di posizionare la lontana veduta montana al di sotto della fascia scura rappresentata dal ponte, un espediente spesso usato da Altdorfer.
La natura, protagonista della scena, ha un aspetto palpitante e misterioso, con una combinazione di rocce appuntite, alberi svettanti e acque che sono caratteristici del corso del Danubio, lungo il quale si sviluppò la cosiddetta scuola danubiana, appunto. Spicca al centro il gruppo di alberi, dalle fronde dense ottenute con un particolare effetto di strati sovrapposti di colore.
Del tutto assenti sono i personaggi umani.